# Eyes of the Insane
«Eyes of the Insane» es un sencillo de 2006 de la banda estadounidense de thrash metal, Slayer, que fue extraído del álbum Christ Illusion. La letra de la canción explora la angustia mental de un soldado que vuelve a casa después de luchar en la invasión de Irak de 2003 por parte de los Estados Unidos, y está basada en el artículo "Casualty of war" de la revista Texas Monthly. Fue escrita por el vocalista y bajista Tom Araya, y fue bien recibida generalmente por la crítica especializada.
El vídeo musical que acompaña a la canción, dirigido por el iraní Tony Petrossian en Los Ángeles durante el verano de 2006, presenta un primer plano de la pupila y el iris de un soldado, que refleja desconcertantes imágenes de guerra, flash-backs de su hogar y su familia, e imágenes de su muerte. "Eyes of the insane" fue incluida en la banda sonora de la película Saw III, y ganó un premio Grammy en la categoría de mejor interpretación de metal.

## Orígenes
Esperando en un aeropuerto, el vocalista Tom Araya consiguió una edición de marzo de la revista Texas Monthly, que poseía en portada un casco de militar y las palabras "God Bless Texas" ("Dios bendiga Texas"). Hojeando la revista, descubrió el artículo "Casualty of War", que trataba de explicar el desarrollo de la invasión estadounidense de Irak en 2003, así como la guerra de Irak, y contenía una lista completa de todos los soldados de Texas que habían muerto en dicha guerra. El artículo venía acompañado de fotos de algunos de los fallecidos, mientras otro artículo contaba la angustia y sufrimiento de los soldados que retornaban a sus casas después de haber presenciado el horror de la guerra. Araya admitió después que el artículo le había "obsesionado".
Araya leyó el artículo durante su viaje de avión hacia Los Ángeles. La preproducción del nuevo disco de Slayer, Christ Illusion, había comenzado recientemente, y el grupo estaba a punto de comprometerse a realizar un ensayo durante tres días con el productor Josh Abraham. Araya dejó su equipaje en el hotel para atender a esos ensayos, y regresó después para leer el artículo. Encontrándolo "muy profundo", se levantó en mitad de la noche y escribió la letra de la canción. Araya dijo que el tratamiento de la canción es "sincero", y que cree que es "algo que los militares no quieren saber. Ellos barren debajo de la alfombra, pero es una historia que necesita ser contada". El guitarrista Kerry King declaró que "estas nuevas canciones no son políticas en absoluto: 'Jihad', 'Eyes of the Insane'; es lo que nos muestra la tele".

## Estructura musical
"Eyes of the Insane" tiene 3 minutos y 23 segundos de duración. Un ritmo lento de la batería de Dave Lombardo abre la canción, sobre el que Jeff Hanneman y Kerry King interpretan escalas descendentes en sus guitarras. La canción va construyéndose gradualmente sobre los versos y el puente antes de entrar en el estribillo. Esto se alcanza mediante notas discordantes y cambios de tono por medio del uso de la scordatura, consistente en aflojar la afinación de las cuerdas de la guitarra un tono poco común.
Algunos críticos prestaron especial atención al trabajo vocal de Araya. Zach Hothorn, de la revista Prefix, dijo que la canción "permite a Araya mostrar su rango vocal, profundizando para formar una sensación de tensión y crear tres minutos y medio maravillosos y escalofriantes". Por su parte, Ian Robinson de musicOHM.com cree que la canción "es un distinto pero bienvenido cambio de camino, la máquina de ritmos de escopeta de Dave Lombardo forma la espina dorsal para los impresionantes gritos de Tom Araya".

## Vídeo musical
Cuando Slayer decidió que "Eyes of the Insane" debería tener un vídeo musical, las obligaciones con sus giras hicieron que fuese imposible grabarlo. En su lugar, se buscaron propuestas que no incluyesen a los miembros del grupo en él. El director Tony Petrossian se presentó ante la banda con el primer esbozo, y el grupo expuso algunas sugerencias para que fuese mejorado. El video musical de "Eyes of the Insane" fue grabado el 13 de agosto de 2006 en Los Ángeles. La compañía de casting Tolley Casparis Casting solicitó a un varón caucásico de entre 18 y 26 años para protagonizar el clip, cuyas audiciones acontecerían el 10 de agosto. Las notas del proyecto oficial decían que "este chico debe ser un actor serio, capaz de transmitir todo tipo de emociones a través de sus ojos. Él era inocente hace unos pocos meses, y ahora está asustado al ver tanta lucha. Cejas fuertes que no cubran toda la cara. Las cicatrices o las venas grandes son un plus".
El vídeo fue grabado como "una narración en primera persona acerca de los horrores que llevan a un soldado a sus últimos momentos en guerra", y fue descrito como "un único, largo y estrecho primer plano del ojo de un soldado con imágenes claramente reflejadas en su pupila y su iris y perfectamente coreografiadas con el ritmo de la música. Los reflejos son imágenes desconcertantes de soldados desfilando dentro de territorio enemigo, el fuego de las armas, helicópteros y tanques, explosiones, conmovedores flash-backs de su mujer e hijos y su hogar, y las imágenes de su muerte". Dos finales fueron grabados; uno en el que el soldado es asesinado como resultado de las heridas de guerra, y otro en el que el soldado se suicida (que fue el utilizado finalmente). Jeff Hanneman confirmó que a la banda "le encantaba" el concepto del ojo, y personalmente creía que el vídeo era "bastante sorprendente" la primera vez que lo vio. King admitió que el vídeo era "bastante 'guay', pensé que era una idea muy ingeniosa, diferente, especialmente para nosotros, porque normalmente hacemos vídeos basados en nuestra interpretación". El vídeo fue colgado exclusivamente en la página web mp3.com a finales de octubre de 2006. En abril de 2007, se anunció que el vídeo había ganado una nominación a los premios otorgados por la revista Metal Hammer en la categoría de Mejor Vídeo, cuyo ganador fue revelado en Londres en junio de 2007.

## Recepción de la crítica
Las críticas hacia "Eyes of the Insane" fueron buenas en general. Cosmo Lee de la revista Stylus describió la canción como "una oscura exploración de la psique de un soldado". Don Kaye de Blabbermouth.com comparó "Eyes of the Insane" con "Catatonic", comentando que "ambas tienen ese lento y pulverizante sentimiento de angustia que la banda ha realizado tan bien en otras canciones como 'Dead Skin Mask'".
La canción fue nominada en la 49.ª edición de los premios Grammy en la categoría de Mejor Interpretación de Metal. A la pregunta de qué sentía acerca de la nominación, Kerry King reveló que no le importaba, y dijo que los fanes de Slayer tampoco les importaba una mierda, y que "eso es lo importante". El entrevistador expresó su sorpresa por la nominación dada a las controvertidas letras de Slayer, a lo que King replicó: "Eso sería lo mejor de todo, ¿sabes? Ganar con la mierda que escribimos". La ceremonia tuvo lugar el 11 de febrero de 2007 en el Staples Center de Los Ángeles, en la que Slayer competía con Mastodon, Lamb of God, Ministry y Stone Sour. Slayer ganó la nominación, aunque los integrantes no pudieron atender a la ceremonia debido a compromisos con su gira por Norteamérica. Araya comentó el triunfo de la canción en los Grammy desde un hotel en Columbus, Ohio: "Jeff y yo pusimos mucho esfuerzo en la canción, así que emocionados de que los votantes del Grammy se tomaran su tiempo en oírla, y después votarla. Estamos aquí fuera en la carretera y estamos todos muy, muy contentos". King no estuvo de acuerdo, diciendo que fue "una de nuestras peores interpretaciones del disco". También declaró que si tuviera que decidir, habría elegido la controvertida "Jihad" para representar el sonido del disco. "Realmente, creo que la gente de la academia vota sólo al nombre del grupo... Y eso es lo que hay".
La banda sonora de la película Saw III incluye la canción "Eyes of the Insane", y fue editada el 24 de octubre de 2006. Además, fue una de las seis canciones interpretadas por la banda en su primera aparición por televisión, en el programa Jimmy Kimmel Live el 19 de enero de 2007, y fue la única emitida en su totalidad. Sin embargo, King está disgustado por haber tocado "Eyes of the Insane" en directo, comentando: "Es aburrida de tocar. Una buena canción aburrida de tocar en la guitarra".

## Formatos y listas

### Sencillo en CD 1
1. «Eyes of the Insane» (versión del álbum)
2. «Eyes of the Insane» (versión en directo)

### Sencillo en CD 2
1. «Eyes of the Insane» (versión del álbum)
2. «Cult» (directo)
3. «Reborn» (directo en Nueva York, 1986) (vídeo mejorado)

### Vinilo de 7"
1. «Eyes of the Insane» (versión del álbum)
2. «Cult» (directo)